# Mauro Rivella
Mauro Rivella (* 23. Juli 1963 in Moncalieri) ist ein italienischer römisch-katholischer Geistlicher. Er war Sekretär der Güterverwaltung des Apostolischen Stuhls (2015–2020).

## Leben
Er empfing am 22. Mai 1988 die Priesterweihe. 1994 wurde er an der Päpstlichen Universität Gregoriana mit einer rechtsgeschichtlichen Arbeit promoviert.
Papst Franziskus ernannte ihn am 14. April 2015 zum Sekretär der Güterverwaltung des Apostolischen Stuhls. Mit Ernennung vom 15. Juni 2020 wurde der Wirtschaftsmanager Fabio Gasperini sein Nachfolger.

## Schriften (Auswahl)
- Autorità dei dottori e magistero gerarchico nella canonistica postridentina (1563–1730) (= Dissertatio. Series romana. Band 7). Pontificio seminario lombardo di Roma, Rom 1994, ISBN 8871050312 (zugleich Dissertation, Gregoriana 1994).
- Quaderni di diritto ecclesiale. Indici 1988–1997. Àncora, Milano 1998, OCLC 955513819.
- als Herausgeber: Partecipazione e corresponsabilità nella Chiesa. I consigli diocesani e parrocchiali (= Percorsi di diritto ecclesiale). Àncora, Milano 2000, ISBN 8876108378.